# Хиббен, Пакстон
Пакстон Пэттисон Хиббен (англ. Paxton Pattison Hibben; 5 декабря 1880 года, г. Индианаполис, штат Индиана, США –  5 декабря 1928 года, Манхэттен, Нью-Йорк), американский журналист, публицист, дипломат.

## Биография
Хиббен с отличием окончил Принстонский университет в 1903 году, затем получил юридическое образование в Гарвардском университете. Хиббен  выбрал карьеру дипломата и добился личного одобрения от президента США Теодора Рузвельта на назначение на дипломатическую и консульскую службу в 1905 году.
В годы, предшествовавшие Первой мировой войне, был сотрудником посольства США в Санкт-Петербурге. Стал свидетелем кровавых уличных боев Русской революции 1905 года. Русско-японская война только что закончилась, и в Санкт-Петербурге находилось некоторое количество интернированных японских военнопленных. Хиббен оказал им поддержку и помог в репатриации. За эту заслугу в 1906 году японское правительство наградило его высшей гражданской наградой, орденом Священного сокровища. Хиббен продолжил дипломатическую службу в Мехико, Боготе, Гааге и Сантьяго.
В 1914–1915 годах Хиббен был военным корреспондентом журнала Collier’s Weekly, затем корреспондентом агентства «Ассошиэйтед Пресс» (1915–17), а в 1920–21 – европейским корреспондентом газеты Chicago Tribune.
Когда в 1917 году США вступили в войну, Хиббен вызвался добровольцем, чтобы пройти офицерскую подготовку в армии и дослужился до звания капитана артиллерии. Он служил во Франции во время и после войны. Там его навыки в знании иностранных языков доказали его полезность в качестве переводчика на мирных переговорах. В 1919 году Хиббен присоединился к военной миссии в Армении, чтобы оказать помощь в усилиях по спасению нуждающегося населения. Хиббен был глубоко впечатлен страданиями армян, и когда за этим кризисом последовал полномасштабный голод на юго-западе России в 1921 году, Хиббен использовал все свои ресурсы для оказания помощи в борьбе с голодом.
C учреждением в 1922 году Российской комиссии Красного Креста в Америке (англ. Russian Red Cross Commission in America) стал ее секретарем, а затем директором Американского комитета по оказанию помощи русским детям (англ. American Committee for Relief of Russian Children). После поездки по голодающим районам в 1921 году Хиббен опубликовал отчет о тяжелых условиях жизни там – "Отчет о русском голоде" (англ. Report on the Russian Famine, 1922). Власти США отреагировали массовыми поставками продовольствия, одежды и медикаментов под руководством Американской администрации помощи (АРА), возглавляемой Гербертом Гувером, который был тогда министром торговли. Работая с Российским Красным Крестом, Хиббен дополнил программу АРА специальными усилиями по спасению тысяч российски детей, оставшихся без крова в результате голода. При поддержке Хиббена Красный Крест создал многочисленные детские дома, где дети были не только размещены и накормлены, но и получили школьное образование и профессиональную подготовку. В то время как АРА сыграла ведущую роль в преодолении голода, Хиббен критиковал процедуры этой организации и участвовал в ожесточенных общественных дебатах с Гувером вплоть до завершения кризиса в 1924 году.
Хигген толерантно относился к событиям в России после Октябрьского переворота 1917 года, считая их внутренним делом русского народа, выступал за безотлагательное дипломатическое признание Соединенными Штатами Советской России, что стало причиной расследования дела Хиббена военным трибуналом (1924), требовавшим лишения его офицерского звания, в корпусе резервистов США. Дело было вскоре прекращено, но Хиббену так и не было присвоено звание полковника, о чем он ходатайствовал.
Последним публичным актом Хиббена стал протест против печально известных судебных процессов над Сакко и Ванцетти. Летом 1927 года, когда Сакко и Ванцетти находились в камере смертников, Хиббен наряду с другими литераторами и деятелями культуры принял участие в массовых маршах протеста в Бостоне.
В 1927 году Хиббен опубликовал биографию Генри Уорда Бичера. Труд стал мгновенной сенсацией, потому что она это была первая публикация, в которой документально освещались неприглядные стороны знаменитого проповедника, особенно его интимную связь с замужней женщиной. Книга была позднее переиздана (в 1942 и в 1974 году). Хиббен не успел завершить свою последнюю работу, биографию Уильяма Дженнингса Брайана; книгу дописал его коллега.
Хиббен заболел гриппом в День благодарения и скончался в день своего рождения, 5 декабря 1928 года, в возрасте 48 лет.
Его вдова, Шила, согласилась с просьбой советского правительства отправить его прах в Москву для захоронения героического американского друга русского народа. После государственных похорон на Красной площади в 1929 году его прах был захоронен на Новодевичьем кладбище.